# قورباغه‌های بازانگشت خشکی
قورباغه‌های بازانگشت خشکی (نام علمی: Geocrinia) نام یک سرده از تیره قورباغه‌های زمینی استرالیا است.